# Enrique Marín Muñoz
Enrique Marín Muñoz (Sevilla, 15 de diciembre de 1935-Auxerre, 9 de febrero de 2020) fue un pintor, grabador, escultor y ceramista español, afincado en Auxerre, Francia.

## Vida
Enrique Marín comenzó su formación artística en la Escuela de Artes y Oficios de Sevilla, y la continuó en la Escuela de Bellas Artes de París, donde trabajó en los talleres del litógrafo René Jaudon, el pintor Pierre-Eugène Clairin y los grabadores Jean-Eugène Bersier y Lucien Coutaud.
Se mudó a París en 1958, desde donde realizó frecuentes viajes a la Bretaña. Hasta que decide trasladarse a Auxerre en 1980, donde vivirá el resto de vida. En 1976 había creado allí un taller de grabación.
En 1985 realizó una serie de cerámicas en el taller de Keraluc en Quimper, y posteriormente expuso su obra regularmente en Francia, España e Italia, en galerías o museos.
Falleció en Auxerre a los ochenta y cuatro años el 9 de febrero de 2020. La causa del fallecimiento no ha sido difundida.

## Principales exposiciones
- 1965, 1966 et 1971, París, galerie Anne Colin.[2]
- 1977, Saint-Omer, museo del hotel Sandelin.
- 1982, Madrid, Biblioteca Nacional.
- 1983, Milán, Biblioteca communale, Palacio Sormani.
- 1995, Sevilla, Fundación El Monte.[5]
- 2001, Quimper, Museo de la Faïence.[6]
- 2003-2004, Beaune, Museo de Bellas Artes.[2]
- 2010-2011, Sens, Museo, et Auxerre, Abadia de Saint-Germain.[7]
- 2013, Quimperlé, galería Le Présidial.[8]
- 2018, Parly, Centro de Arte Graphique de la Métairie Bruyère.[9]

## Obras

### Obras en colecciones públicas
- Discours, peinture sur bois, 1980, Auxerre, Museo Saint-Germain.[2]
- Le somnambule, estampe, 1985, Nantes, Museo de Bellas Artes.[10]
- Cerámica en el Museo Departamental Bretón de Quimper: dos platos (Mujer con paloma y Minotauro), dos jarrones (Fest noz y La teniente), una caja (Pareja de bretones).[11]
- Caballo encabrítado, escultura, Sens, museo.

### Libros ilustrados y libros de artistas
- Voltaire (1965-1966).  Nouvelle librairie de France, ed. Romans et contes (en francés). París.: 4 vol., ilustrado con 35 grabados en madera insertados.
- Miguel de Cervantes (1970).  Les Centraux bibliophiles, ed. Rinconete et Cortadillo; L'Illustre laveuse de vaisselle (Jean Cassou, trad.) (en francés). París.: ilustrado con dieciocho grabados. Edición limitada a 125 ejemplares numerados.[12]
- Juan Ramón Jiménez (1970).  Société des Francs-Bibliophiles, ed. Platero y yo (Claude Couffon, trad.) (en francés). París.: ilustrado con dieciocho grabados en cobre en negro y camaieu; edición limitada de 175 copias numeradas en vitela de Lana.[13]
- Enrique Marin: cinq empreintes (en francés). Auxerre. 1985.: cinco hojas de acuarela en una caja; introducción de Jean-Luc Mercié; edición limitada a ciento diez copias numeradas y firmadas, incluidas seis copias no comerciales y cuatro copias de colaboradores.